# Pterella triseriata
Pterella triseriata är en tvåvingeart som beskrevs av Charles Howard Curran 1936. Pterella triseriata ingår i släktet Pterella och familjen köttflugor. Inga underarter finns listade i Catalogue of Life.